# غوتزيس

غوتزيس هي بلدة تقع في ولاية فورارلبرغ غرب النمسا بالقرب من الحدود مع سويسرا وليختنشتاين.